# Odisea Americana
Odisea Americana (título original: Palmer’s Pick-Up) es una película estadounidense de comedia de 1999, dirigida por Christopher Coppola, que a su vez la escribió junto a Nick Johnson, musicalizada por Jim Fox, en la fotografía estuvo Mark Kohl y los protagonistas son Marc Coppola, Morton Downey Jr. y Robert Carradine, entre otros. El filme fue producido por Winchester Films, Plaster City Productions, ACC Entertainment y KG Film; se estrenó el 3 de marzo de 1999.

## Sinopsis
Dos dueños de una empresa de transporte en problemas tienen que llevar una caja gigante y enigmática por todo el país, esto ocurre a finales del siglo XX. La carga tiene un significado religioso, y podría ser un intento de liberar a Lucifer en el Triángulo del Diablo para empezar el siguiente siglo. En el recorrido, muchos tratan de impedir su entrega.